# がんばれ (Honey L Daysの曲)
「がんばれ」は、日本のロックデュオ・Honey L Daysのメジャー6作目のシングル。

## 概要
- 前作「My Only Dream/Believe」から約7か月ぶりにして、「まなざし」以来2作ぶりの両A面ではない単独A面によるシングル。
- 表題曲はテレビ朝日系列『今ちゃんの「実は…」』のエンディングテーマ及びTBS系列『噂の!東京マガジン』のエンディングテーマに使用された。表題曲に複数のタイアップが付いたのは「ありがとう」以来3作ぶりとなった。
- ジャケットの異なるCD+DVD規格とCD規格の2形態で発売された。DVDには表題曲のミュージック・ビデオとメイキング映像が収録された。また、両規格で異なったカップリング曲が収録された。

## 収録曲
| #         | タイトル                            | 作詞             | 作曲            | 編曲                              | 時間  |
| --------- | ----------------------------------- | ---------------- | --------------- | --------------------------------- | ----- |
| 1.        | 「がんばれ」                        | KYOHEI、her0ism  | KYOHEI、her0ism | KYOHEI、her0ism、Masataka Kitaura | 4:55  |
| 2.        | 「キセキ」                          | KYOHEI、MITSUAKI | KYOHEI          | KYOHEI                            | 4:02  |
| 3.        | 「ホントの自分」                    | KYOHEI           | KYOHEI          | KYOHEI                            | 4:17  |
| 4.        | 「低温ロマンチスト」                | KYOHEI           | KYOHEI          | KYOHEI                            | 4:23  |
| 5.        | 「がんばれ (instrumental)」         |                  | KYOHEI、her0ism | KYOHEI、her0ism、Masataka Kitaura | 4:55  |
| 6.        | 「キセキ (instrumental)」           |                  | KYOHEI          | KYOHEI                            | 4:02  |
| 7.        | 「ホントの自分 (instrumental)」     |                  | KYOHEI          | KYOHEI                            | 4:14  |
| 8.        | 「低温ロマンチスト (instrumental)」 |                  | KYOHEI          | KYOHEI                            | 4:23  |
| 合計時間: | 合計時間:                           | 合計時間:        | 合計時間:       | 合計時間:                         | 35:11 |

### 解説
1. がんばれ
「まなざし」「Believe」に続く応援歌三部作の最終章として制作された[1]。最終章と位置付けられているが、実際に制作されたのは今作発売より約1年前である[2]。
KYOHEI曰く「前2曲は自分たちが普段思ってる悩みや夢に対する思いを切々と描くことでリスナーが一歩を踏み出せるような間接的な内容になっていたが、そうでないタイプの直接的な内容の、全ての頑張っている人のテーマソングを描きたいと思って制作に着手し、タイトルもそのままストレートに名付けた」と語っている。ただ、押し付けがましくなるのは避けて、自分たち自身にも言い聞かせてるような感じにしたという[1]。当初は入学試験を控える学生に向けて書かれており、夜中に1人で勉強に励む学生を支えれるようにと制作されていたが、今作発売前に東日本大震災が発生、今こそ皆が一つの目標に向かっていける後押しができたらいいと感じ表題曲に選定された経緯がある[2]。
また、MITSUAKIによると、一番最後の「がんばれ」のフレーズはプリプロダクションの段階では存在しなかったが、全てのレコーディングが終わり通して聴いた時にKYOHEIが「最後にもう1回、『がんばれ』って入れていいですか？」と進言、ハモリも入れてふたりで叫びたいという意思を汲み取り最後の最後に決まったという[1]。
2. キセキ
後述の「ホントの自分」のアンサーソングとして制作された。MITSUAKIはどういうスタンスで書くか悩みKYOHEIと相談しながら完成させたという。KYOHEIはこの楽曲を完成させる際に「脇菜々香のブログを読んで参考にし、その中で世代は違うが悩みや不安を抱えてる内容に似つかっていると感じたので、物事の捉え方は異なれど皆同じように悩みを乗り越えていくんだという想いを込めた」と語っている。結果としてアンサーソングだからと問いかけに対する答えのような楽曲にせず、今の自分がどう思っているかを等身大の歌詞に込めることでアンサーソングになると感じ完成させたという[1][2]。
3. ホントの自分
CD+DVD規格限定のカップリング曲。KYOHEIが脇に提供した楽曲の音源化で、今作唯一メンバーは歌唱に参加していない[1]。
4. 低温ロマンチスト
CD規格限定のカップリング曲。エレクトロの要素を取り入れた楽曲で、ライブで演りたい曲を収録したく候補をいくつか挙げたなかで「こういう一面もあるんだ」と観客に思ってもらえるような曲として採用された[1]。
5. がんばれ (instrumental)
表題曲のインストゥルメンタルバージョン。
6. キセキ (instrumental)
カップリング曲のインストゥルメンタルバージョン。
7. ホントの自分 (instrumental)
CD+DVD規格限定カップリング曲のインストゥルメンタルバージョン。
8. 低温ロマンチスト (instrumental)
CD規格限定カップリング曲のインストゥルメンタルバージョン。

## 参加ミュージシャン
Honey L Days
- MITSUAKI：Vocal (#1,2,4)
- KYOHEI：Vocal (#1,2,4)、Electric Guitar (#1,2,4,5,6,8)

Support Musician
- 脇菜々香：Vocal (#3)
- 中村タイチ：Electric Guitar (全曲)
- 須長和広：Bass (#1,2,3,5,6,7)
- 安達貴史：Bass (#4,8)
- 野崎真助：Drums (#1,2,3,5,6,7)
- 佐野康夫：Drums (#4,8)
- 五十嵐宏治：Piano (#1,2,3,5,6,7)

## タイアップ
- テレビ朝日系列バラエティ番組『今ちゃんの「実は…」』2011年3月度エンディングテーマ (#1)
- TBS系列ワイドショー情報番組『噂の!東京マガジン』エンディングテーマ (#1)

## 収録アルバム
- change (#1,2,4)
- Honey L Days 熱うたベスト (#1,2)
- THE BEST DAYS (#1)